# Васильев, Сергей Викторович (политик)
Серге́й Викторови́ч Васи́льев (род. 18 октября 1961, Аромашево, Тюменская область) — российский политик и общественный деятель, журналист. Народный депутат СССР, член комитета по делам молодёжи Верховного Совета СССР (1989—1991 г.г.).

## Биография
- В 1979 окончил среднюю школу № 22 г. Тюмени;
- В 1984 г. — исторический факультет Тюменского государственного университета. Тема диплома: «Формирование праворадикального движения как элемент „кризиса верхов“ в Германии накануне Первой мировой войны (1912—1914 г.г.)». Работал учителем истории в школе.
- В 1984—1986 г.г. проходил армейскую службу в качестве переводчика 147 военной комендатуры Группы советских войск в Германии (Гера, Тюрингия).
- С июля 1986 г. — ассистент кафедры всеобщей истории ТюмГУ. Член КПСС;
- В 1986—1989 г.г. — секретарь комитета ВЛКСМ университета.
- С 1988 г. — аспирант кафедры политологии, тема исследования: «Диалектика политического конфликта».

### Семья
- Отец — Васильев Виктор Евгеньевич, журналист.
- Мать — Васильева (Зайчик) Нина Петровна, учитель русского языка и литературы
- Брат — Васильев Игорь Викторович
- Сергей Викторович женат; имеет трёх сыновей (Иван, Андрей, Михаил) и дочь (Александра).

## Политическая карьера
В марте 1989 г. избран народным депутатом СССР по Ленинскому территориальному избирательному округу г. Тюмени № 320.
В условиях нарастания влияния в обществе идей либерализма и консьюмеристских настроений экстремально придерживается ультраконсервативных, пассеистических политических взглядов.
Вместе с другом и единомышленником Н. А. Павловым явился инициатором созыва в Тюмени в октябре 1989 г. рабочего совещания народных депутатов СССР от Российской Федерации. На совещании принято Обращение ко II съезду народных депутатов СССР. В документе констатировалась ведущая роль русского этнического ядра в государственном строительстве, высказывалась обеспокоенность неблагоприятными демографическими сдвигами в традиционно русских областях и краях РСФСР, указывалось на неравноправное социально-экономическое положение Российской Федерации во внутрисоюзной системе разделения труда, предлагались варианты выхода из надвигающегося кризиса.
Координатор Российского депутатского клуба народных депутатов СССР. Активно выступал в советской и иностранной прессе («Политика», «Литературная Россия», The Washington Post и др.) в защиту русского населения союзных республик, с жесткой критикой непоследовательной, на его взгляд, позиции президента СССР М. С. Горбачёва по вопросам текущей внутренней и внешней политики.
Член оргкомитета Всесоюзного студенческого Форума (недоступная ссылка) Проверено 26 февраля 2014. (ноябрь 1989 г.), участник международной конференции молодых политиков в Лондоне «Будущее Европы» (British Atlantic Group. East-West Conference of Young Politicians The Future of Europe, May 1990).
24 августа 1991 г. опубликовал заявление о событиях 19-21 августа в Москве, в котором охарактеризовал произошедшее как государственный переворот, противоречащий русским национальным интересам.
Дело не только в том, что М. Горбачёв и Б. Ельцин грубо нарушили Конституции СССР и РСФСР и другие государственно-правовые акты. Это случалось и ранее, будет случаться и в будущем. 
Дело в том, что в России утвердилось в качестве господствующего духовное течение, враждебное русскому национальному мироощущению, русскому укладу воли и чувства, сравнимое по своей заразительности лишь с коммунистической доктриной. 
Наиболее дальновидные умы не могут не понимать, что „приоритет общечеловеческих ценностей“, бешеная пропаганда накопительства в духе Бенджамина Франклина, признание „права наций на самоопределение вплоть до отделения“ неизбежно приведут к катастрофе.

Сегодня новая власть опирается на азарт и жертвенность возбуждённых масс, а завтра будет жестоко подавлять всякое инакомыслие в народе. У человечества ещё будет время всмотреться в мясистое лицо российского „демократического“ тоталитаризма... "

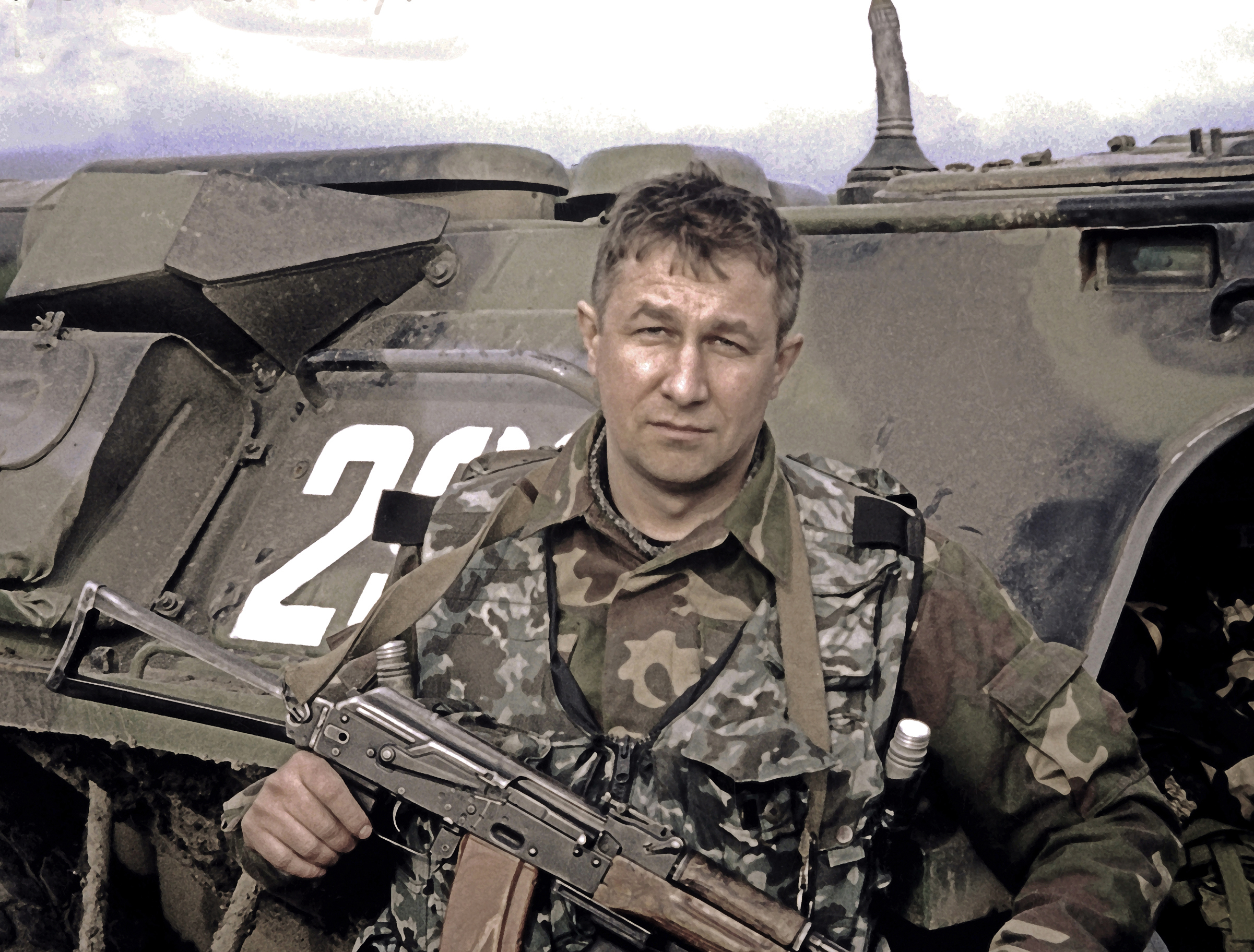
р-н пос. Бамут. Чечня

На V чрезвычайном съезде народных депутатов СССР был в числе 43 народных депутатов СССР (из 2250) голосовавших против принятия постановления СНД от 5 сентября 1991 г. № 2391-1 «О мерах, вытекающих из совместного Заявления Президента СССР и высших руководителей союзных республик и решений внеочередной сессии Верховного Совета СССР», означавшее фактический роспуск съезда и последующую ликвидацию Союза ССР. Совместно с народными депутатами СССР Алкснисом В. И., Крайко А. Н., народными депутатами РСФСР Павловым Н. А., Бабуриным С. Н., Исаковым В. Б. и др. подписал открытое обращение к союзным депутатам, по сути, обвинив руководителей СССР в прямой государственной измене.
В октябре 1991 в прямом эфире телевидения выступил против ареста и выдачи бывшего заместителя командира рижского ОМОНа капитана милиции С. Г. Парфёнова властям Латвии, обратился с соответствующими запросами в прокуратуры и министерства юстиции СССР и РСФСР.
В декабре 1991 г. опубликовал заявление о политико-правовой оценке акта о денонсации Союзного договора 1922 г. и подписания Соглашения о создании Содружества Независимых Государств от 8 декабря 1991 г., в котором предлагал считать эти документы юридически ничтожными с момента подписания.
В июле 1994 г. — участник международного круглого стола Собора культур духовно близких восточнохристианских народов «Восточнохристианская цивилизация и вызовы нового мирового порядка» в Белграде (Союзная Республика Югославия).

## Творчество
- В 1990 г. по итогам исследовательской работы в Центральном государственном архиве Октябрьской революции, высших органов государственной власти и органов государственного управления СССР, архиве УКГБ СССР по Тюменской области, Центральном государственном военно-историческом архиве СССР опубликовал исторический очерк «Усмирение» о причинах, ходе и итогах западно-сибирского крестьянского восстания 1921 г.
- С 1994 по 1997 г.г. — редактор телевизионной информационно-аналитической программы «Наблюдатель» (репортёры программы — Вячеслав Сидоркин и Антон Яшков). Вёл многолетнее журналистское расследование процесса сращивания криминальных и субкриминальных структур с политической властью в Тюмени в 90-е годы XX в. Работал в стиле гонзо-журналистики.
- В 1995 г. выезжал в зону боевых действий на Северный Кавказ, автор сценария документального фильма «Вниз по чечению», героизировавшего солдат и офицеров — участников первой чеченской войны.
- В 1997 г. снял авторский фильм о судьбе бойцов рижского ОМОНа «Забыть Ригу».

## Малоизвестные факты
По отцовской линии — чалдон, предки (Васильевы, Плесовские) — ямщики, проживали в Сибири с конца XVII века.
По материнской линии — из самоходов (переселенцев конца XIX в.) Новгород-Северского (Зайчики) и Брест-Литовского (Денисюки) уездов Российской империи.
Увлекается живописью, дизайном. Первые в жизни гонорары получил за публикации собственных рисунков и постеров.
- С 2000 года обучался в Российской Академии государственной службы по специальности «государственное и муниципальное управление», специализация «национальная безопасность».
- В марте 2001 г. находился в командировке в расположении базового центра 503 мсп 19 мсд (командир — полковник С. Н. Стволов) в Ачхой-Мартановском р-не Чечни, участвовал в разведывательно-поисковых мероприятиях.

## Деятельность в настоящее время
Живёт в Москве. Журналист, переводчик с немецкого.